# Carcinoma adenoido-cistico
Il  carcinoma adenoido-cistico  (AdCC), definito un tempo cilindroma, è una neoplasia maligna tipica dell'adulto-anziano, localizzata in varie parti del corpo fra cui la trachea, le ghiandole salivari e la mammella. Di lenta evoluzione, mostra carattere invasivo nei confronti degli organi adiacenti, e a seconda degli studi le metastasi si sviluppano nel 20 o 35% dei casi, soprattutto in fegato e polmoni: caratteristica della comparsa delle metastasi è che esse possono formarsi anche a distanza di molti anni.

## Storia e istologia
Tale forma è stata individuata per la prima volta nel 1859; il tumore è stato definito cilindroma per via dell'accumulo all'interno dei tubuli di materiale PAS positivo. Inoltre le cellule sono positive per il marcatore c-KIT, e tendono a invadere i nervi.

## Tipi
Esistono 3 forme di carcinoma adenoido-cistico, distinte a seconda del pattern di crescita:
- Tubulare
- Cribriforme
- Solido

## Epidemiologia
Costituisce la seconda forma più comune di tumore tracheale (30 -50%) ed il tumore più frequente nella ghiandola salivare sottomandibolare.

## Prognosi
Se trovato precocemente può essere curato meglio, la sopravvivenza a 10 anni è del 50%.